# Océaniens

Les Océaniens, ou Insulaires du Pacifique, sont originaires de pays des régions océaniennes de Polynésie, de Mélanésie et de Micronésie.

Les Océaniens ou Insulaires du Pacifique (ou encore Pasifika, Pasefika, Pacific Islanders)  sont les peuples des îles du Pacifique, c'est-à-dire les populations autochtones des trois principales sous-régions de l'Océanie (Mélanésie, Micronésie et Polynésie).
Les Mélanésiens sont composés des Fidjiens (Fidji), des Kanaks (Nouvelle-Calédonie), des Ni-Vanuatu (Vanuatu), des Papou-Noé-Guinéens (Papouasie-Nouvelle-Guinée), des Salomonais (Îles Salomon) et des Papous occidentaux (Nouvelle-Guinée occidentale d'Indonésie).
Les Micronésiens sont composées des Caroliniens (en) (Îles Carolines), des Chamorros (Guam et Îles Mariannes du Nord, des États-Unis), des Chuukois (Chuuk), des I-Kiribati ou Gilbertins (Kiribati), des Kosraéens (Kosrae), des Marshallais (Îles Marshall), des Palauans (Palaos), des Pohnpeiens (Pohnpei) et des Yapais (Yap).
Les Polynésiens sont composés des Maoris de Nouvelle-Zélande (Nouvelle-Zélande), des autochtones hawaïens (Hawaï), des Rapa Nui (île de Pâques), des Samoans (Samoa et Samoa américaines), des Tahitiens (Tahiti), des Tokelauans (Tokelau), des Niuéens (Niue), des Māori des Îles Cook (Îles Cook), des Tongiens (Tonga), des Wallisiens et des Futuniens (Wallis-et-Futuna) et des Polynésiens français (Polynésie française), eux-mêmes répartis entre différents archipels. Le terme « Pasifika » a été utilisé pour la première fois en Nouvelle-Zélande pour décrire le ou les groupes ethniques non autochtones qui avaient immigré dans le pays en provenance des pays du Pacifique précédemment répertoriés (à l'exclusion de la Nouvelle-Zélande). Lorsqu'il est utilisé en Nouvelle-Zélande, ce terme exclut le peuple indigène maori.
Auckland, en Nouvelle-Zélande, abrite la plus grande concentration au monde d'habitants urbains des îles du Pacifique vivant en dehors de leur propre pays et est parfois appelée la « capitale polynésienne du monde ». Cela est le résultat d'un flux constant d'immigration en provenance de pays polynésiens tels que Samoa, Tonga, les Îles Cook, Niue et la Polynésie française aux XXe et XXIe siècles.
Les termes génériques îles du Pacifique et habitants des îles du Pacifique peuvent également revêtir plusieurs autres significations. Parfois, le terme îles du Pacifique fait uniquement référence aux îles des régions culturelles de Polynésie, de Mélanésie et de Micronésie, et aux îles tropicales à géologie océanique en général, comme l'île de Clipperton. Dans certains usages courants, le terme fait référence aux îles de l'océan Pacifique autrefois colonisées par les Portugais, les Espagnols, les Néerlandais, les Britanniques, les Français, les Allemands, les Américains et les Japonais. Dans d'autres utilisations, il peut faire référence à des régions au patrimoine linguistique austronésien comme Taiwan, l'Indonésie, la Micronésie, la Polynésie et les îles du Myanmar, qui ont trouvé leur origine dans les cultures néolithiques de l'île de Taïwan. Dans un contexte souvent géopolitique, le terme a été étendu encore plus pour inclure la vaste masse continentale australienne dans le Pacifique Sud.

## Étendue

### Définitions
| \| Australie Nouvelle- · Zélande Chatham Hawaï Wake États fédérés de · Micronésie Palaos Papouasie · Nouvelle-Guinée Île de · Pâques Polynésie · française Îles · Cook Nouvelle · Calédonie Fidji Tuvalu Kiribati · (Gilberts) (Phœnix) (Ligne) Îles · Salomon Tokelau Îles · Marshall Nauru Vanuatu Tonga Pitcairn Guam Norfolk Mariannes · du Nord Samoa Sam A. Wal. F. Niue Cocos Christmas Archipel · Nansei Izu Ogasawara Iwo Okinotori Minamitori Midway Johnston Clipperton Socorro Howland Baker Kingman Palmyra Jarvis Îles de la mer · de Corail Lord · Howe Kermadec Bounty Trois Rois Antipodes Auckland Solander Snares Campbell Ashmore · et Cartier Macquarie Indonésie Philippines Sarawak Brunei Sabah Moluques Nouvelle-Guinée · occidentale Timor · oriental Paracels Spratlys \| Territoires terrestres et maritimes de l'Océanie. |
| Australie Nouvelle- · Zélande Chatham Hawaï Wake États fédérés de · Micronésie Palaos Papouasie · Nouvelle-Guinée Île de · Pâques Polynésie · française Îles · Cook Nouvelle · Calédonie Fidji Tuvalu Kiribati · (Gilberts) (Phœnix) (Ligne) Îles · Salomon Tokelau Îles · Marshall Nauru Vanuatu Tonga Pitcairn Guam Norfolk Mariannes · du Nord Samoa Sam A. Wal. F. Niue Cocos Christmas Archipel · Nansei Izu Ogasawara Iwo Okinotori Minamitori Midway Johnston Clipperton Socorro Howland Baker Kingman Palmyra Jarvis Îles de la mer · de Corail Lord · Howe Kermadec Bounty Trois Rois Antipodes Auckland Solander Snares Campbell Ashmore · et Cartier Macquarie Indonésie Philippines Sarawak Brunei Sabah Moluques Nouvelle-Guinée · occidentale Timor · oriental Paracels Spratlys                                                         |

#### Premières définitions
En 1804, le géographe français Conrad Malte-Brun (1775-1826), dans son traité Géographie mathématique, physique, politique (Paris, 1803-1807), propose le terme « Océanique » pour regrouper l'Australasie et la Polynésie de Charles de Brosses. Malte-Brun reprend le terme « Terres océaniques » en 1810 et 1812.
Le terme « Océanie » a été inventé par le cartographe Adrien-Hubert Brué pour la carte qu'il a publiée en 1815 et dont le titre complet est L'Océanie, ou la cinquième partie du monde, comprenant l'archipel d'Asie, l'Australasie et la Polynésie (ou le continent de la Nouvelle-Hollande et les îles du Grand Océan),.

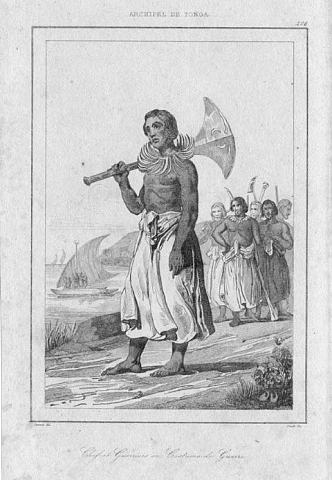
Soldata tongien paru dans L'Océanie ou cinquième partie du monde, de Grégoire Louis Domeny de Rienzi (1837).

Les termes « Mélanésie » et « Micronésie » ont été inventés par le Français Grégoire Louis Domeny de Rienzi en 1836, dans L'Océanie ou cinquième partie du monde, où il définit l'Océanie comme « l'ensemble des îles, grandes ou petites, éparses sur la surface du grand Océan, nommé par différents navigateurs océan Pacifique ». Elle est selon lui composée de cinq régions : la Malaisie, la Micronésie, la Polynésie, l'Océanie centrale (Papouasie-Nouvelle-Guinée, Îles Salomon, Nouvelle-Irlande, Nouvelle-Bretagne) et l'Océanie méridionale (Australie, Nouvelle-Calédonie, Malekula). Il distingue quatre races : la race malaise (Malaisie et Micronésie) ; la race polynésienne ; les Mélanésiens (Papous installés de Fidji au Vanuatu) et les Endamènes (Papous expulsés de Papouasie et de Nouvelle-Guinée et installés en Australie). Peu après, Jules-Sébastien Dumont d'Urville propose une définition différente, privilégiant une constitution en quatre régions délimitées à partir « des observations sur les populations, leurs langues, leur mode de vie et leur organisation sociale, politique et religieuse » : l'Océanie orientale (ou Polynésie), l'Océanie boréale (Micronésie), l'Océanie orientale (Malaisie), et l'Océanie australe, « patrie de la race noire » (Mélanésie, du grec ancien μέλας — noir — et νῆσος — île —). Lui aussi les sépare en races, mais en seulement deux groupes : les Polynésiens (Polynésie, Micronésie et Malaisie) et les Mélanésiens (Australie, Nouvelle-Guinée, Nouvelle-Bretagne, Nouvelle-Irlande, Nouvelle-Calédonie, îles Loyauté et Fidji). Si l'on laisse de côté la Malaisie, la classification tripartite de Dumont d'Urville — Polynésiens, Micronésiens, Mélanésiens —, également suivie par la Société de Géographie, est celle qui s'impose jusqu'au début du XXe siècle. Même au tournant du XXIe siècle, elles sont « profondément ancrées dans la pensée anthropologique occidentale », présentant l'avantage de fournir « des repères géographiques pratiques », mais ne manquant pas d'induire en erreur,.
À cette division traditionnelle de l'Océanie, également utilisée par les Nations unies pour diviser le monde en macro-régions, la division en deux régions est parfois préférée : l'Océanie proche et l'Océanie lointaine, proposée en 1973 par les géographes Roger Green et Andrew Pawley, représenterait mieux les différences géographiques et historiques entre les régions du continent.

#### Considérations géographiques
Dans le Pacifique Nord, les îles non tropicales de l'Alaska, du Japon et de la Russie étaient habitées par des personnes liées aux groupes autochtones d'Amérique et asiatiques d'Extrême-Orient, certains groupes ethniques japonais étant également théorisés comme étant liés aux groupes autochtones du Pacifique. Dans le Pacifique Sud, l'île océanique la plus orientale avec une habitation humaine était l'île de Pâques, colonisée par le peuple polynésien Rapa Nui . Les îles océaniques, au-delà de celles voisines de l'Amérique centrale et de l'Amérique du Sud (Galápagos, Revillagigedo, îles Juan Fernández, etc.) comptent parmi les derniers endroits habitables sur terre à avoir été découverts par l'homme,. Toutes ces îles (à l'exception de Clipperton) ont été annexées par les nations d'Amérique latine quelques centaines d'années après leur découverte et étaient initialement parfois utilisées comme prisons pour les condamnés. Aujourd'hui, seul un petit nombre d'entre elles sont habitées, principalement par des continentaux hispanophones d'origine métisse ou blanche latino-américaine. Ces personnes ne sont pas considérées comme des insulaires du Pacifique selon la définition ethnique standard,.  Au sens large, ils pourraient encore être considérés comme englobant un petit segment hispanophone de l'Océanie, ainsi que les habitants de l'île de Pâques, qui furent finalement colonisés par les Chiliens,. Le livre de 1996 Atlas of Languages of Intercultural Communication in the Pacific, Asia, and the Americas note que l'espagnol était autrefois couramment parlé dans le Pacifique à l'époque coloniale des Philippines, déclarant en outre : « À l'heure actuelle, la langue espagnole n'est pas très répandue dans le Pacifique Sud, car elle est inconnue en dehors d'une poignée d'endroits. L'espagnol n'est parlé par une population résidente que dans les îles équatoriennes des Galápagos, les possessions chiliennes de Rapa Nui (île de Pâques), les îles Juan Fernández et quelques autres îles minuscules. La plupart des possessions insulaires des nations latino-américaines dans le Pacifique sont soit inhabitées, soit utilisées comme avant-postes militaires, avec un personnel originaire du continent. »
L'île Lord Howe, située entre l'Australie et la Nouvelle-Zélande, est l'une des seules autres îles océaniques habitables à n'avoir eu aucun contact avec l'homme avant sa découverte par les Européens. L'île est actuellement administrée par l'Australie et ses résidents sont principalement des Australiens européens (en) originaires du continent, avec un petit nombre également d'Australiens d'origine asiatique (en). Comme les insulaires hispanophones du sud-est du Pacifique, ils ne seraient normalement pas considérés comme des insulaires du Pacifique selon une définition ethnique. Les îles isolées et inhabitables du Pacifique central, telles que l'île Baker, étaient également généralement isolées des humains avant la découverte européenne, Cependant, on pense que les insulaires du Pacifique ont peut-être visité certains de ces endroits, notamment l'atoll Wake,. Dans le cas de l'île Howland, il se peut même qu'il y ait eu une brève tentative de colonisation.
Le Official Journal of the Asia Oceania Geosciences Society (AOGS) considère que le terme « îles du Pacifique  » englobe les Samoa américaines, les îles Cook, l'île de Pâques, les îles Galápagos, les États fédérés de Micronésie, les Fidji, la Polynésie française, Guam, Hawaï, Kiribati et les îles Marshall, Nauru, la Nouvelle-Calédonie, Niue, les Îles Mariannes du Nord, Palau, la Papouasie-Nouvelle-Guinée, les Îles Pitcairn, l'Île Salas y Gómez, Samoa, les Îles Salomon, Tokelau, Tonga, Tuvalu, les Îles mineures éloignées des États-Unis, Vanuatu et Wallis-et-Futuna. L'édition 1982 du South Pacific Handbook, de David Stanley, regroupe l'Australie, la Nouvelle-Zélande, l'île Norfolk et les îles de Mélanésie, de Micronésie et de Polynésie sous l'étiquette plus restrictive des « îles du Pacifique Sud », même si Hawaï et la plupart des îles de Micronésie se trouvent techniquement dans le Pacifique Nord. Il inclut également les îles Galápagos dans sa définition du Pacifique Sud, mais n'inclut aucune autre île située dans la zone sud-est du Pacifique, à l'exception de l'île de Pâques qui est considérée comme faisant partie de la Polynésie.

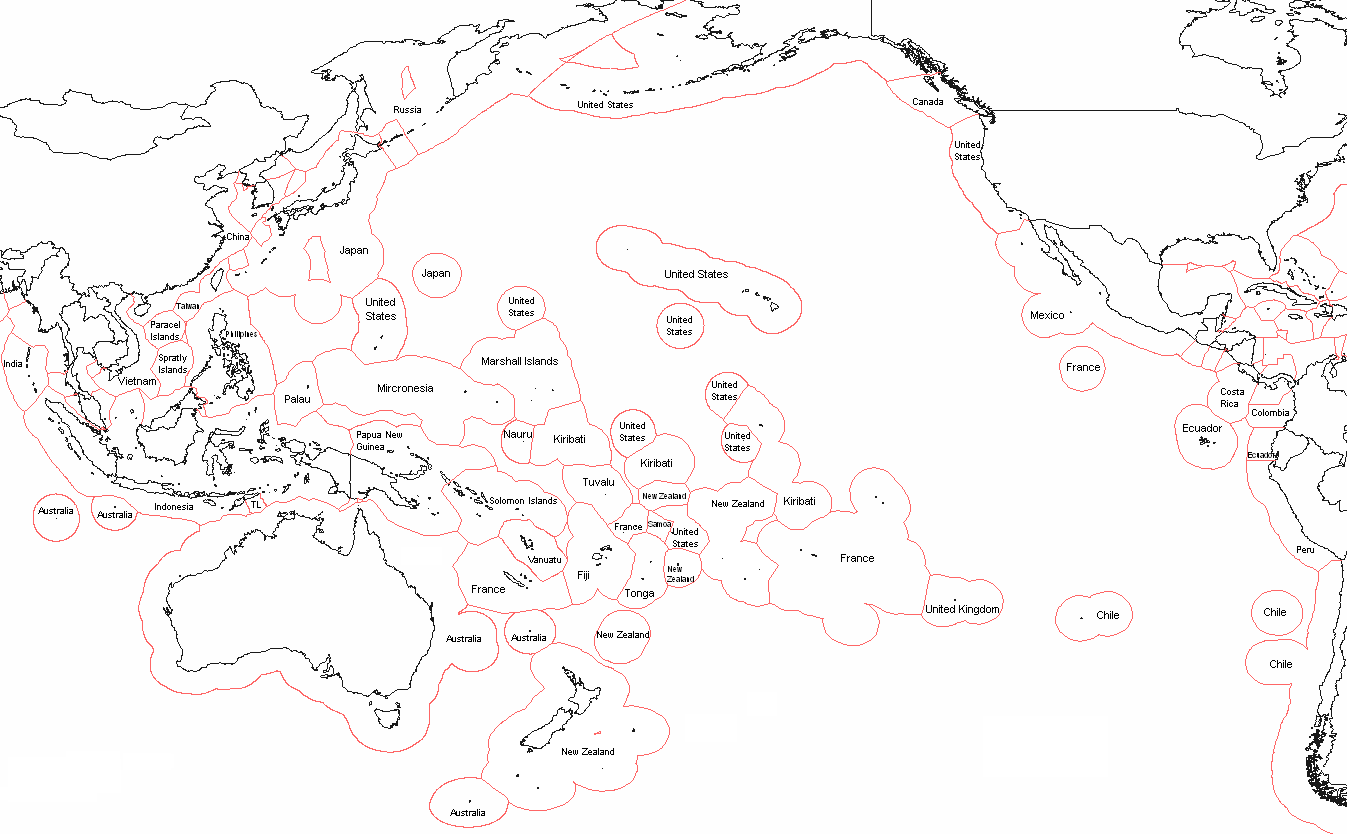
Une carte de la zone économique exclusive du Pacifique qui comprend toutes les îles.

Une carte de la zones économiques exclusives du Pacifique qui exclut les îles non tropicales au nord d'Hawaï.

Le livre de Ian Todd de 1974, Island Realm: A Pacific Panorama, considère l'Océanie et le terme « îles du Pacifique » comme englobant également les îles Aléoutiennes non tropicales, ainsi que l'île Clipperton, les îles de la mer de Corail, les îles Desventuradas, l'île Guadalupe, les îles Juan Fernández, les îles Revillagigedo, l'île Salas y Gómez et les îles du détroit de Torres. Il note que les termes sont parfois considérés comme incluant l'Australie, la Nouvelle-Zélande et la Papouasie-Nouvelle-Guinée non océanique, mais il ne considère pas qu'ils englobent l'archipel japonais, les îles Ryukyu, Taiwan, les îles Kouriles russes et l'île de Sakhaline ou les pays associés. avec l'Asie du Sud-Est maritime (en). Les Philippines, selon lui, se trouvent à un « carrefour du Pacifique – un lien racial et géographique reliant l'Océanie, l'Asie du Sud-Est et l'Indonésie ». Un débat existe sur la question de savoir si les Philippines devraient ou non être classées parmi les îles du Pacifique d'origine austronésienne partagée ou avec les nations continentales d'Asie,,,. Les îles des Philippines n’ont pas de géologie océanique et se trouvent plutôt sur le plateau continental de l’Asie. À ce titre, ils sont parfois considérés comme une extension géologique de l’Asie. Dans son livre Encyclopedia of Diversity in Education de 2012, l'auteur américain James A. Banks affirmait que « bien que des îles comme les Philippines, l'Indonésie, la Malaisie, Taiwan, le Japon et les îles Aléoutiennes soient situées dans l'océan Pacifique, les insulaires de ces régions ne sont pas généralement considérés comme des insulaires du Pacifique. Ils sont généralement considérés comme asiatiques, les Aléoutes étant considérés comme des natifs de l'Alaska. Ainsi, parce que la proximité ne détermine pas l'appartenance ethnique, mais uniquement à travers des liens définis tels que les indigènes Maori (polynésiens) et Rapa Nui (polynésiens), il doit être évident que les « îles », bien que proches d'Océana, les habitants, bien qu'éloignés par des similitudes de langue et de pratiques similaires aux Mélanésiens, Micronésiens et Polynésiens, doivent être considérés comme des habitants de l'Asie du Sud-Est, tels que les Phillipines.
Le Forum des îles du Pacifique est la principale organisation dirigeante des îles du Pacifique et a été qualifié d'« UE de la région du Pacifique ». Jusqu'en 2021, ses pays membres et membres associés étaient les Samoa américaines, l'Australie, les Îles Cook, les États fédérés de Micronésie, Fidji, la Polynésie française, Guam, Kiribati, les Îles Marshall, Nauru, la Nouvelle-Calédonie, la Nouvelle-Zélande, Niue, les Îles Mariannes du Nord, Palaos, Papouasie-Nouvelle-Guinée, Samoa, Îles Salomon, Tokelau, Tonga, Tuvalu, Vanuatu et Wallis et Futuna. De plus, des pressions ont été faites pour que l'Île de Pâques et Hawaï rejoignent le Forum des îles du Pacifique, car elles sont principalement habitées par des peuples polynésiens. Le Japon et les pays de l'archipel malais tels que le Timor oriental, l'Indonésie et les Philippines sont des partenaires de dialogue du Forum des îles du Pacifique, le Timor oriental ayant le statut d'observateur, mais aucun n'est membre à part entière. Les nations de l'archipel malais ont leur propre organisation régionale appelée ASEAN, qui comprend des pays continentaux d'Asie du Sud-Est tels que le Vietnam et la Thaïlande. En juillet 2019, lors de l'exposition inaugurale indonésienne tenue à Auckland, l'Indonésie a lancé son programme « Pacific Elevation », qui engloberait une nouvelle ère d'engagement accru avec la région, le pays profitant également de l'événement pour affirmer que l'Indonésie est culturellement et ethniquement liés aux îles du Pacifique. L'événement a réuni des dignitaires d'Australie, de Nouvelle-Zélande et de certains pays insulaires du Pacifique.
L'Australie et la Nouvelle-Zélande ont été décrites à la fois comme des masses continentales et comme des îles du Pacifique. La population indigène de Nouvelle-Zélande, les Maoris, sont des Polynésiens et sont donc considérés comme des insulaires du Pacifique. La population autochtone d'Australie est vaguement apparentée aux Mélanésiens et le recensement des États-Unis les classe sous l'égide des Océano-Américains,,. Dans Island Realm: A Pacific Panorama (1974), Ian Todd déclare que « la Nouvelle-Zélande dispose d'un atout unique en tant que pays associé à la Polynésie. Une grande partie de sa population indigène est composée de Māori, une race polynésienne. Au-delà de sa propre sphère d'association, l'influence commerciale de la Nouvelle-Zélande est prépondérante aux Tonga, aux Fidji et dans d'autres régions du Pacifique affiliées au Commonwealth ». Concernant l'Australie, il écrit en outre : « L'Australie joue un rôle économique de premier plan dans la région du Pacifique Sud-Ouest, communément appelée Mélanésie. Les Fidji, les Nouvelles-Hébrides, les Salomon et même la Nouvelle-Calédonie sous contrôle français entretiennent des relations commerciales importantes avec l'Australie. La petite république prospère de Nauru était administrée par l'Australie avant sa récente indépendance. Plus loin, en Polynésie occidentale, l'Australie fournit une aide économique et technique aux Tonga et aux Samoa occidentales. Une grande partie du tourisme fidjien provient de l'Australie. Parmi les îles océaniques qui font partie du Commonwealth d'Australie figurent l'île Lord Howe, l'île Norfolk, les îles du détroit de Torres, le groupe Willis et les îles Coringa ».

### Régions des îles du Pacifique
Les îles du Pacifique se composent de trois principales régions traditionnelles.

#### Mélanésie

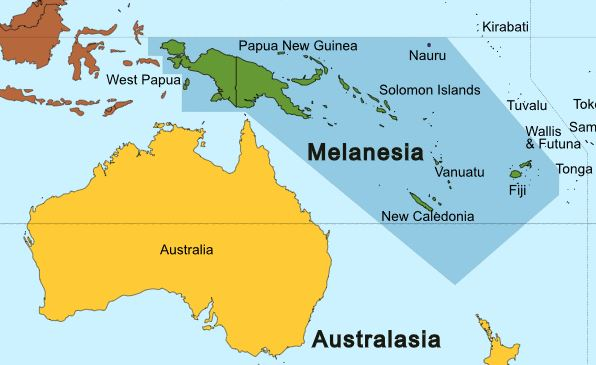
Carte de la Mélanésie.

La Mélanésie est le grand arc d'îles situé au nord et à l'est de l'Australie et au sud de l'équateur. Le nom dérive des mots grecs melas (« noir ») et nēsos (« île ») désignant les peuples à prédominance de peau foncée de l'île de Nouvelle-Guinée, de l'archipel Bismarck, des îles Salomon, de Vanuatu (anciennement Nouvelles-Hébrides), de Nouvelle-Calédonie et des Fidji.
En plus des lieux énumérés ci-dessus, la Mélanésie comprend l'archipel de la Louisiade, les îles de l'Amirauté, l'île de Bougainville, la Papouasie-Nouvelle-Guinée, la Nouvelle-Guinée occidentale (une partie de l'Indonésie), les Moluques, les îles Aru, les îles Kei, les îles Santa Cruz (une partie des îles Salomon), les îles Loyauté (une partie de la Nouvelle-Calédonie) et diverses îles plus petites. Bien que considéré géographiquement comme faisant partie de l'Asie du Sud-Est, le Timor oriental est encore généralement accepté comme faisant partie ethnoculturellement de la Mélanésie. En Australie, les îles du détroit de Torres font politiquement partie du Queensland, bien que les habitants soient considérés comme des Mélanésiens plutôt que comme des Australiens autochtones. Ce n'est pas le cas d'autres îles australiennes qui étaient habitées par des peuples autochtones avant la découverte européenne, comme l'île Fraser, l'île Great Palm (en) et les îles Tiwi. Les îles du détroit de Torres pourraient être considérées comme un territoire mélanésien en Australasie, de la même manière que le Timor oriental est un territoire mélanésien en Asie. L'île Norfolk était inhabitée lorsqu'elle a été découverte par les Européens et a ensuite été politiquement intégrée à l'Australie (et par extension à l'Australasie). L'île isolée est encore parfois considérée comme faisant partie de la Mélanésie, car elle est proche de la région et possède des preuves archéologiques d'habitation préhistorique.
La Nouvelle-Calédonie (et Vanuatu dans une moindre mesure) étaient sous influence coloniale française à partir du XIXe siècle. La plupart des îles ont cependant historiquement entretenu des liens étroits avec l'Australie et le Royaume-Uni, les États-Unis ayant eu peu d'impact sur la région,.

#### Micronésie

Carte de la Micronésie.

La Micronésie comprend Kiribati, Nauru, les Mariannes (Guam et le Commonwealth des Îles Mariannes du Nord), la République des Îles Marshall, Palaos et les États fédérés de Micronésie (Yap, Chuuk, Pohnpei et Kosrae, tous situés dans les Îles Carolines).
Les îles étaient sous l'influence de puissances coloniales telles que l'Allemagne, l'Espagne et le Japon du XVIe siècle jusqu'à la fin de la Seconde Guerre mondiale. Plusieurs groupes d’îles ont depuis développé des alignements politiques financièrement cruciaux avec les États-Unis. Le principal partenaire politique de Nauru depuis la Première Guerre mondiale est l'Australie, à l'exception d'une brève période d'occupation japonaise pendant la Seconde Guerre mondiale,.

#### Polynésie

Carte de la Polynésie.

Les îles polynésiennes sont dispersées dans un triangle couvrant la région centre-est de l’océan Pacifique. Le triangle est délimité par les îles Hawaï au nord, la Nouvelle-Zélande à l'ouest et l'île de Pâques à l'est. Le reste de la Polynésie comprend les îles Samoa (Samoa américaines et Samoa (anciennement Samoa occidentales) ; les Îles Cook ; la Polynésie française (l'archipel de la Société à Tahiti, les îles Marquises, les îles Australes et les Tuamotu) ; l'île de Niue ; Tokelau et Tuvalu ; Tonga ; Wallis-et-Futuna ; Rotuma ; l'île Pitcairn ; Nukuoro ; et Kapingamarangi.
La majorité des groupes d'îles sont plus étroitement alignés sur la Nouvelle-Zélande et l'Australie, tandis que d'autres sont politiquement alignés sur la France ou les États-Unis. Hawaï est géographiquement isolée de la Polynésie et est située dans le Pacifique Nord, contrairement au reste de la Polynésie, qui se trouve dans le Pacifique Sud. Ils font toujours partie de la sous-région pour des raisons ethnoculturelles. L'île de Pâques est située dans une partie reculée du Pacifique, à des milliers de kilomètres de la Polynésie et du continent sud-américain. Il a été annexé par le Chili en 1888, et l'espagnol est désormais couramment parlé de manière bilingue, certains ayant été mêlés à des colons chiliens métis. Cependant, les habitants considèrent leur île et sa culture comme polynésiennes et ne se considèrent pas comme des Sud-Américains,.

## Groupes ethniques
La population des îles du Pacifique est concentrée en Papouasie-Nouvelle-Guinée, en Nouvelle-Zélande (qui compte une majorité de personnes d'origine européenne), à Hawaï, aux Fidji et aux Îles Salomon. La plupart des îles du Pacifique sont densément peuplées et les habitations ont tendance à être concentrées le long des côtes.
Les Mélanésiens constituent plus des trois quarts de la population autochtone totale des îles du Pacifique ; les Polynésiens représentent plus d'un sixième ; et les Micronésiens représentent environ un vingtième.

### Ethnolinguistique

Carte des langues océaniennes.

Plusieurs centaines de langues distinctes sont parlées dans les îles du Pacifique. En termes ethnolinguistiques, les insulaires du Pacifique d'Océanie sont divisés en deux classifications ethniques différentes :
- Peuples de langue austronésienne — les peuples austronésiens qui parlent les langues océaniennes, comptant environ 2,3 millions d'habitants et qui occupent la Polynésie, la Micronésie et la plupart des petites îles de la Mélanésie.
- Peuples de langue papoue — les peuples papous qui parlent les langues papoues (les familles linguistiques non austronésiennes mutuellement indépendantes), comptant environ 7 millions d'habitants et résidant principalement sur l'île de Nouvelle-Guinée et dans quelques-unes des plus petites îles de Mélanésie situées au large de la côte nord-est de la Nouvelle-Guinée[54].

### Liste des peuples du Pacifique

#### Austronésiens
- Polynésiens
  - Polynésiens de l'Ouest
    - Samoans
    - Rotumans (Rotuma)
    - Wallisiens
    - Wallisiens et Futuniens de Nouvelle-Calédonie
    - Futuniens
    - Tokelauans (Tokelau)
    - Tongiens
    - Tuvaluans
    - Niuéens

  - Polynésiens du Nord-Est et du Sud
    - Hawaïens
    - Māoris
    - Tahitiens
    - Tahitiens de Nouvelle-Calédonie
    - Tuamotuans
    - Polynésiens des Îles Australes
      - Rapans

    - Marquisiens
    - Polynésiens des Îles Gambier
    - Maoris des îles Cook
    - Rapa Nui
- Mélanésiens
  - 'Aré'aré (Malaita, Îles Salomon)
  - Kwaios (en) (Malaita)
  - Kanaks
  - Ni-Vanuatu
  - Fidjiens
  - Peuples autochtones de Nouvelle-Guinée
    - Bilibils (en)
    - Maisins (en)
    - Motus (en)
    - Tangas (en)
    - Tolai
    - Trobriands (en) (Îles Trobriand)
- Carte des langues micronésiennes. Micronésiens
  - Marshallais
  - Palaois
  - Sonsorolais (Palaos)
  - Tobiens (Hatohobei, Palaos)
  - Refaluwaschs (Îles Carolines)

Carte des langues micronésiennes.

  - Tanapags (en) (Îles Mariannes du Nord)
  - Chamorros (Îles Mariannes)
  - Kiribatien ou Gilbertins (Kiribati)
  - Banabans (Kiribati)
  - Nauruans
  - Chuukois ((États fédérés de Micronésie)
  - Yapais (États fédérés de Micronésie)
  - Kosraeans (États fédérés de Micronésie)
  - Pohnpeians (États fédérés de Micronésie)
  - Mokils (États fédérés de Micronésie)
  - Pingelapais (États fédérés de Micronésie)
  - Ulithians (Îles Carolines)
  - Satawalais (États fédérés de Micronésie)
  - Woléaïen (États fédérés de Micronésie)
  - Namonuito (États fédérés de Micronésie)
  - Paafang (États fédérés de Micronésie)
  - Mortlockese (États fédérés de Micronésie)
  - Ngatikais ou Sapwuahfikais (États fédérés de Micronésie)
  - Puluwatais (États fédérés de Micronésie)
  - Nguluwan (États fédérés de Micronésie)
  - Kapingamarangi (États fédérés de Micronésie)
  - Nukuoro (États fédérés de Micronésie)
  - Mapias
  - Polynesiens de Micronésie

#### Papous

##### Région dePapouasie-Nouvelle-Guinée
- Abelams (en)
- Angas
- Bainings
- Baruyas
- Biangais (en)
- Chambris (en)
- Dunas (en)
- Etoros
- Fores
- Gadsups
- Gogodalas (en)
- Hulis (en)
- Hewas (en)
- Iatmuls
- Kalulis
- Kwomas (en)
- Melpas
- Mians (en)
- Morkai (en)
- Mundugumors
- Ogeas
- Oks (en)
- Orokaivas
- Sambias
- Swagaps
- Tairoras (en)
- Telefols (en)
- Tsembagas
- Urapmins (en)
- Wirus
- Wolas
- Wopkaimins
- Yaifos (en)
- Zias (en)

##### Région dePapouasie (province indonésienne)
- Asmat
- Bauzis (en)
- Danis
- Fayus
- Kombais (en)
- Korowais
- Koteka (en) (Lanis (en), Ekaris, Amungme, Monis, Yalis)
- Marinds (en)
- Meks (en)
- Sawis (en)
- Wolanis

##### Région de laPapouasie occidentale (province indonésienne)
- Arfak (en)
- Borai (en)
- Doreri
- Hatam
- Irarutu
- Kowiai (en)
- Kuri
- Madewana
- Mairasi
- Maniwak
- Matta
- Mbaham (en)
- Mer
- Moire
- Moru
- Moskona (en)
- Napiti
- Oburauw
- Roon (en)
- Roswar
- Sebyar Kemberan (en)
- Sebyar Damban (en)
- Sougb (en)
- Soviar
- Tanahmerah
- Waili
- Wamesa (en)
- Warumba
- Waruri
- Wondama (en)